# Hemipristocorypha mayidica
Hemipristocorypha mayidica är en insektsart som beskrevs av Vitaly Michailovitsh Dirsh 1952. Hemipristocorypha mayidica ingår i släktet Hemipristocorypha och familjen gräshoppor. Inga underarter finns listade i Catalogue of Life.